# سوتولوک (پوسوف)
سوتولوک (به ترکی استانبولی: Sütoluk) یک منطقهٔ مسکونی در ترکیه است که در پوسوف واقع شده‌است.